# Сухозлітне золото

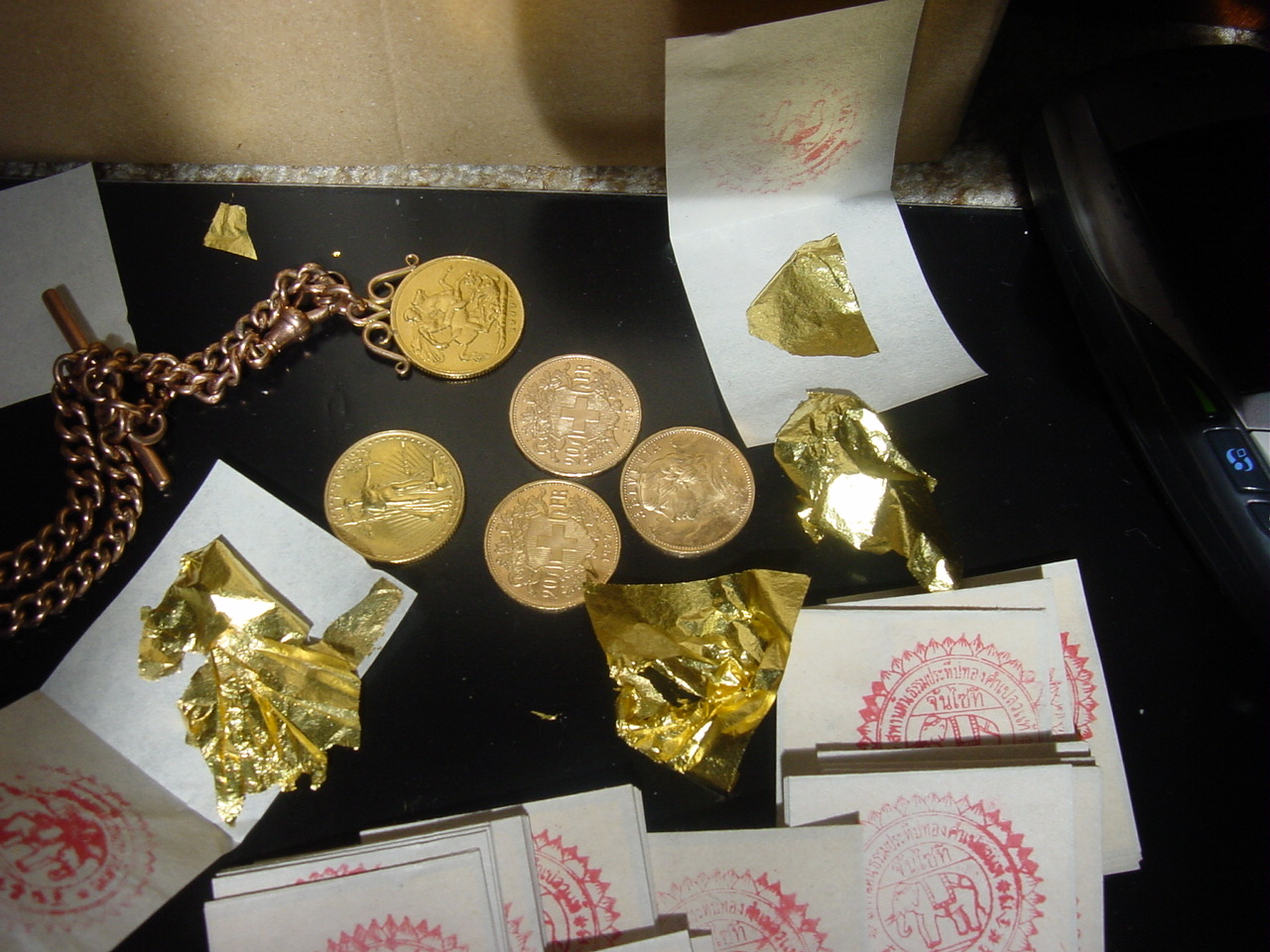
Кілька золотих монет і листків тайського сухозлітного золота

Сухозлітне золото, сухозлотне золото, сухозлітка, розм. позлі́тка, зах. позоло́тка, рідко сухозло́тиця, сухозоло́тиця (від «сухе злото»), сусальне золото (від рос. сусальное золото, сусаль, з ранішого *сушаль) — дуже тонкі (зазвичай близько 100 нм) листи  золота, які використовуються в  декоративних  цілях.
Шумиха — листи інших металів або сплавів, що імітують золото (наприклад, міді з цинком чи алюмінію, які забарвлюють прозорим жовтим лаком після нанесення на виріб), або хімічні сполуки на зразок сульфіду олова (SnS2), які застосовуються у складі фарб, що імітують позолоту. Перша згадка про сухозлітне золото належить до періоду правління Південної та Північної династій Китаю.

## Виробництво
Золото — дуже м'який і ковкий метал і його можна розплющити в надзвичайно тонкі листи без тріщин і розривів. Сусальне золото виготовляється шляхом виливки бруска з розмірами 20×5×1 см з наступним його розкочуванням в 30-метрову тонку смугу, використовуючи м'якість золота. Далі смугу ріжуть квадратами і кожен вкладається між листами спеціального паперу в стопку, що містить від 100 до 300 квадратів сусального золота. Далі стопку аркушів з квадратами сухозлітного золота розміщують під молот і по ній завдають близько двох тисяч ударів, поки кожен з квадратів не розплющиться в круглий корж товщиною в декілька мікронів, а потім з коржа вирізається квадрат і вкладається в книжку. Книга може містити від 10 до 300 аркушів сухозлітного золота. Технологічних операцій до отримання готового сухозлітного золота від 20 до 30, і кожна містить тонкощі і секрети, що впливають на якість сухозлітного золота. Найбільш трудомісткою і технічно складною операцією є відбиття (розплющування) ще товстих квадратів, тому що завдавати удару молотом потрібно з певною силою і в певній послідовності по кожному з країв стопки і по центру, для того щоб золото розплющилося строго рівномірно і щоб кінцевий корж (збільшившись в діаметрі до 10 разів) мав рівномірну товщину без вибитих ділянок і без потовщень. Від цього безпосередньо залежить якість позолоти і її збереження.
У світі в наш час[коли?] існує три способи відбивання золота. Перший, історичний, припускає відбиття золота вручну. Спеціально навчений молотобоєць б'є по стопці молотом, розраховуючи на спритність і окомір. При цьому способі виготовлення неможливо відбити золото рівномірно і отримати книжки однакової ваги, книжку зважують після виготовлення, для визначення у ній лігатурної ваги золота (вмісту металу в книжці). При другому способі стопка розміщується під автоматичний молот, який хоч і завдає ударів однакової сили, але стопку пересуває під молотом людина. Третій спосіб — стопку під автоматичним молотом пересуває робот згідно з програмою.

## Застосування

### Декор
Використання сусального золота єдиний практичний метод позолоти різноманітних предметів, особливо масштабних об'єктів, таких як куполи або статуї. Завдяки йому можна створювати неповторні раритетні речі. Цей метод залишається популярним і зараз, оскільки віддає в руки майстру повний контроль над процесом золочення.

### Кулінарія
Оскільки чисте золото, що використовується для виготовлення сухозлітки, біологічно інертне і (за рахунок надзвичайної м'якості) нездатне до утворення ріжучих кромок навіть при такій малій товщині, сусальне золото також досить широко застосовується для прикраси різних харчових продуктів і навіть має свій код харчової добавки — Е175. Так, в  Індії поширена практика обгортання дорогих солодощів листками сухозлітного золота та срібла, а в Центральній Європі відомі алкогольні напої, в які додаються золоті пластівці — наприклад, італо-швейцарський «Гольдшлегер» (коричневий шнапс з сухозлітними пластівцями) або польсько-німецька «Гданська горілка» (трав'яна настоянка), українська горілка «Золото Полуботка». У Японії багаті екстравагантні бізнесмени демонстрували своє багатство, замовляючи в ресторанах «позолочену» каву.

## Інше
- Сухозліткою також можуть називати мішуру, канитель
- У переносному значенні «сухозлітка» («позлітка») — «щось показне, обманливе»[3][4]